# Вукович, Драган
Драган Вукович (серб. Драган Вуковић, род. 16 января 1965 , Дервента, СФРЮ) — сербский генерал и военный деятель, военачальник Войска Республики Сербской в период войны в Боснии и Герцеговине.

## Биография
Драган Вукович родился 16 января 1965 года в Дервенте в семье Шчепана и Вукосавы Вукович. В родном городе окончил Среднюю экономическую школу. Затем поступил в Военную академию Сухопутных войск Югославской народной армии, которую окончил в 1987 году. В 1998 году повышал квалификацию в Генерально-штабной школе югославской армии в Белграде, а в 2003 году — в Школе национальной обороны греческой армии. 
Распад Югославии Драган Вукович встретил в звании капитана на службе в 5-м корпусе Югославской народной армии. В 1992 году он присоединился к Войску Республики Сербской, после чего был назначен на должность заместителя командира механизированного батальона 1-й бронетанковой бригады. Во время войны в Боснии и Герцеговине также был начальником штаба 16-й Краинской моторизованной бригады, а затем — исполняющим обязанности ее командира. 19 января 1993 года был ранен в бою.
После окончания боевых действий служил начальником штаба 1-го корпуса ВРС и на различных должностях в Генеральном штабе. После создания Вооруженных сил Боснии и Герцеговине продолжил службу в их рядах. В 2005 году ему было присвоено звание бригадного генерала, а в 2014 году — генерал-майора. 
Женат, отец двоих детей. Владеет английским, греческим и русским языками.